# 龍漢𤩊
龍漢𤩊，北宋南宁州领主，黔州（今贵州省贵阳市）人，西南大姓豪富龙氏之后裔。
淳化三年（992年）龙汉兴称王时，龍漢𤩊担任南宁州都统，一起入朝进贡马匹、朱砂。至道元年（995年），龍漢𤩊称王，为诸部之雄，遣使龙光进率西南牂牁诸蛮至汴京向宋朝朝廷进贡方物。宋太宗召见其使者，询问其地风俗人情，龙光进应答如流，诏授龍漢𤩊为宁远大将军，封归化王。又以归德将军罗以植为安远大将军，保顺将军龙光盈、龙光显都被任命为安化大将军，龙光进等二十四人为将军、郎将、司阶、司戈。咸平元年（998年）遣使龙光腆率领牂牁诸蛮千余人入贡，宋真宗下诏授龙光腆等百三十人为官。咸平五年（1002年）派遣牙校率部蛮一千六百人、进贡马四百六十匹、药物、布帛等，获得厚赐遣还。